# Morti nel 1459
| Questa pagina contiene informazioni ricavate automaticamente dalle voci biografiche con l'ausilio del template Bio e di un bot. L'aggiornamento è periodico e automatico e ricostruisce completamente la pagina. Se manca una persona in questa lista, sei pregato di non aggiungerla, ma accertati piuttosto che la sua voce biografica contenga il template Bio e che i dati anagrafici siano correttamente compilati. Se il template Bio manca, inseriscilo tu stesso o, in alternativa, metti l'avviso {{tmp\|Bio}} che ne segnala la mancanza. Se i dati riportati sono sbagliati, correggi direttamente la voce biografica; le modifiche saranno visibili in questa lista entro pochi giorni. Per chiarimenti vedi il progetto biografie. La lista contiene solo le 36 persone che sono citate nell'enciclopedia e per le quali è stato implementato correttamente il template Bio. Pagina aggiornata al 10 ago 2025. |

- 22 gennaio - Antonio della Chiesa, presbitero italiano (n. 1394)
- 14 febbraio - Stefano del Palatinato-Simmern, conte (n. 1385)
- 17 febbraio - Fantino Dandolo, giurista, diplomatico e arcivescovo cattolico italiano (n. 1379)
- 3 marzo - Ausiàs March, poeta e cavaliere medievale spagnolo (n. 1400)
- 22 aprile - Giovanni IV di Trebisonda, imperatore bizantino (n. 1403)
- 2 maggio - Antonino Pierozzi, teologo, arcivescovo cattolico e letterato italiano (n. 1389)
- 3 maggio - Eric di Pomerania, re
- 9 maggio - Bertrandon de la Broquière, agente segreto francese
- 20 maggio - Giuliano Falciglia da Salemi, filosofo italiano
- 21 maggio - Giacomo Campora, arcivescovo cattolico italiano
- 14 giugno - Giacomo di Challant-Aymavilles, nobile italiano
- 27 agosto - Giacomo di Coimbra, cardinale e arcivescovo cattolico portoghese (n. 1433)
- 11 settembre - Zanone Castiglioni, vescovo cattolico italiano
- 12 settembre - Antonio Cerdá y Lloscos, cardinale e arcivescovo cattolico spagnolo (n. 1390)
- 14 settembre - Pietro Fregoso, doge (n. 1412)
- 16 ottobre - Grgur Branković, nobile serbo (n. 1415)
- 27 ottobre - Giannozzo Manetti, scrittore, filologo e umanista italiano (n. 1396)
- 30 ottobre - Poggio Bracciolini, umanista e storico italiano (n. 1380)
- 3 novembre - Giovanni da Norcia, francescano italiano (n. 1400)
- 5 novembre - John Fastolf, condottiero inglese (n. 1380)
- 4 dicembre - Adolfo VIII di Schaumburg, nobile (n. 1401)
- Giovanni Abbatelli Chiaramonte, nobile, politico e mercante italiano
- Barnaba Adorno, doge
- Alessandro di Trebisonda, imperatore
- Giovanni Aurispa, umanista, poeta e mercante italiano (n. 1376)
- Benedetto Barzi, giurista e diplomatico italiano (n. 1389)
- Giovan Francesco Capodilista, giurista e diplomatico italiano
- Filoteo di Alessandria, arcivescovo ortodosso egiziano
- Fra Mauro, geografo, cartografo e monaco cristiano italiano
- Pietro Caetani, nobile italiano
- Guido Gonzaga, religioso italiano (n. 1388)
- Blasco de Grañén, pittore spagnolo
- Gregorio III di Costantinopoli, arcivescovo ortodosso bizantino
- Petru III Aron, nobile moldavo
- Ludovico I di Savoia-Racconigi, nobile
- Carlo di Campobasso, nobile e condottiero italiano